# Катерина Ізмайлова (плавчиня)
Катерина Ізмайлова (10 червня 1977) — таджицька плавчиня.
Учасниця Олімпійських Ігор 2000, 2008, 2012 років.